# B21スペシャル
B21スペシャル（ビーにじゅういちスペシャル）は、ヒロミ、デビット伊東、ミスターちんからなる日本のお笑いトリオ。1986年に結成。当時の所属事務所はプロダクション人力舎。略称はB21、あるいはB。現在は活動を休止中。お笑い第三世代の代表的グループの一つ。

## 来歴・人物
アルバイト先のホストクラブで3人は出会った。ルックスの良いアイドル志望のデビットと、ミュージカル役者&ダンサー志望だったちんにそれぞれヒロミが声を掛け、お笑いでの芸能界入りを誘った。「自分1人では無理だが、ルックスのいい2人と一緒なら…」と考えたヒロミは、必死で彼らを口説き落としてB21結成にまでこぎつけたという。オシャレ感のない当時の若手芸人らとの差別化を図るため、衣装はDCブランドにしようというのもヒロミの発案によるものであった。結成当初のグループ名は「ヒロミズだぁ」。「だぁ」は『お笑いスター誕生』での山田康雄の呼び込みから引用したという。当初のヒロミの芸名は、父親の職業からカーペンターヒロであった。
その後、アルバイト先の新宿のショーパブの客から、ビートたけしと星セントを紹介された。あえて尊敬するビートたけしではなく星セントを選んで師事。その理由は「3人で勝負したかったから」だという。トリオ名は、アメリカの第二次世界大戦中の重爆撃機「B-29」と、ヒロミが21歳直前の時期に結成した事に由来する（師匠である星セントが命名）。
最初の新宿のショーパブから、当時最も人気が高かった六本木のショーパブ「バナナパワー」に移籍後に評判となった。店のスタッフがグッズを製作するなど、他の出演芸人が羨むほどのバックアップを受け（浅草キッド談）、新人ライブで勝ち抜いて名を馳せて行く。
その後、テレビ界へ進出すべく、横山やすしが司会を担当していた番組『ザ・テレビ演芸』に出演。「飛び出せ笑いのニュースター10週勝ち抜きシリーズ」にて10週勝ち抜き、第4代目チャンピオンを獲得した。最終週で披露したネタ「六本木ステーション」は、審査員を担当していた糸井重里をして「ネタだけなら今売れている芸人の誰にも負けない」と言わしめる。
1988年頃から巻き起こったお笑い第三世代ブームに乗り、一躍、西のダウンタウン、東のウッチャンナンチャンと並ぶ人気お笑いグループとなった。当時、ダウンタウン・ウンナン・B21の3組の持ち回りでレギュラーの入れ替えが行われる番組が多くあった。1990年に第27回ゴールデン・アロー賞芸能新人賞を受賞。同年、歌手としてテイチクレコードから『お世話になりました』（井上順のカバー）をリリース。1991年『ふざけろ!』（ビデオ発売済）で映画主演デビューも果たす。
フジテレビの番組『1or8』出演の際に火傷を負って入院をしていたヒロミは、見舞いに来た父親に「怪我をしたのが2人じゃなくて俺で良かった」と語った。
デビュー時から所属してきた人力舎から独立。ヒロミを代表取締役とした個人事務所「ビィーカンパニー」を設立。しかしヒロミが、メンバーと社員の給与を払うため、断ってきたピンの仕事も引き受けるようになったことから、グループでのテレビ出演が激減。そのころからメンバーがピンでの活動となってきた。
3人でのテレビ番組共演がなかった時期にも、1990年から1997年までは年に一度は『ONE OR EIGHT』というB21のネタ披露ライブを継続していた。『ONE OR EIGHT』は第1回から第5回まではフジテレビにて『B21スペシャルの急降下爆撃』というタイトルで放送されており、1に関してはビデオも発売されている。しかし、デビットが役者に専念すると宣言したことにより、ライブ開催は中断。2004年、7年間のブランクを経た後にライブは再開されたが、再度沈黙の状態に入る。
2004年7月24日、フジテレビで放送された『FNS27時間テレビ めちゃ2オキてるッ! 楽しくなければテレビじゃないじゃ〜ん!!』の番組内コーナー『生笑わず嫌い王決定戦』に出演。デビュー当時のコント『修学旅行』を披露し、久々に3人でのテレビ番組共演を果たした。2012年10月21日にはヒロミの単独ライブにデビットとちんの2人がゲスト参加した。
2015年8月23日の「24時間テレビ38」において、生コントを披露した。放送時のテロップでは17年ぶりの復活とされているが前述の通り、2004年の「FNS27時間テレビ」において、とんねるずの木梨憲武の要望で復活して生コントを行っているため誤りである。
2015年8月28日、フジテレビ系列『ダウンタウンなうSP』に出演し、ダウンタウンと『全員出席!笑うんだってば』以来26年ぶりに共演を果たした。
そのほか、ヒロミが運営するYouTubeチャンネルには数年おきに3人が共演する動画が投稿されている。

## メンバー
ヒロミ（本名：小園 浩己（こぞの ひろみ）、1965年2月13日 -（60歳））
リーダー。ツッコミ担当。
東京都八王子市出身。血液型A型。妻は松本伊代。
所持ライセンスは多く、小型四級船舶、カリフォルニア州自動車免許、銃所持許可証、大型自動二輪、スカイダイビング2級ライセンス、スノーボード検定2級、スキューバーダイビングオープンウォーター、ライフセーバーライセンスと多彩。多趣味で有名だが、火傷事件のリハビリのために始めたものが多いことは知られていない。
現在は田辺エージェンシーを経て、再度個人事務所のビィーカンパニーに所属する。レーサーとしての一面も持つ。
デビット伊東（デビットいとう、本名：伊藤 努（いとう つとむ）、1966年8月12日 -（58歳））
本名：伊藤 努（いとう つとむ）。愛称はデビ。ボケ担当。
東京都生まれ、埼玉県入間市育ち。血液型A型。元キックボクシング世界王者の伊藤隆は実弟。
趣味・特技は野球、ラグビー、水泳（元インストラクター）、テレビゲーム。
現在はチーム ディーに所属。ソロでタレント、俳優として活躍。実業家でもあり、「でびっと」というラーメン店も経営している。
ミスターちん（本名：三宅 康敏（みやけ やすとし）、1963年10月17日 -（61歳））
ボケ担当。
大阪府枚方市出身。血液型A型。
趣味・特技はゴルフ、写真、ダンス。
現在は株式会社Ruby・sue（ルビー・スー）に所属。ソロでタレントとして活動中。TBSの番組『ジャスト』に出演し、リポーターとしての地位を確立。2018年、都内で鍼灸院を開業した。

## 芸風
ネタ作りは基本的に全てヒロミが行う。舞台向かって左側（下手）からデビット伊東、ヒロミ、ミスターちんという立ち位置。小ボケをかますちん、さらに輪を掛けた大ボケをかますデビットに対し、ヒロミがテンポ良くツッコむ（叩く）というパターンで進行していく、トリオ漫才の形式である。
当時、事務所の先輩でありトリオコントの先輩であった大竹まことに「お前たちは20年前の芸風だ」と言われる。実際、その20年ほど前にトリオ漫才やコントブームがあり、師匠・星セントもその世代出身であったため、その芸風を受け継いだ点も否定できない。一部には、全盛期のザ・ドリフターズをイメージさせるとの声もあった。
ライブでは、ヒロミがボケに回りデビットと共にボケまくり、ちんがツッコミを担当するパターンも多く見られるが、デビット以外のヒロミ、ちんはネタ内でもツッコミを交代する事がある。実は、ボケ指向であるヒロミは、単独の冠番組『前略ヒロミ様』内のコント『三つ子物語』で私生活でも仲の良い木梨憲武の影響の強いボケを演じまくり、その指向を顕著に見せていた。また、流れの中で全員が同じ動きをし、1人が素に戻って2人に突っ込むというスタイルをネタの中に織り交ぜる手法があるが（ユニゾンツッコミ）、これは師匠である星セントが星ルイスとともに結成していた漫才コンビ星セント・ルイスの芸を踏襲したものであると言える。セント・ルイスも2人揃って同じ動きをし、ルイスがすぐに突っ込むという手法を芸に織り交ぜていた。
メンバー全員が女装してのネタや、ちん指導の下にダンスを交えるネタが多いのも特徴であるが、これはショーパブ出身という経歴が影響しているようだ。
年に一度の単独ライブという形にシフトしてからは、往来のスタイルのコントに加え、先輩に当たるシティボーイズを思わせる演劇的なコントも加わり、幅が広がっている。

### 初期の代表作
- 水難救助隊
- 修学旅行
- 六本木ステーション
- 少年隊の影武者

など。

## 出演 （トリオでの出演）
ヒロミ、デビット、ちん個人の出演作に関してはそれぞれのページを参照。
この3人が揃ってレギュラーで出演していた番組は、意外と少ない。第三世代で登場した際に多かったネタ系番組を中心に出演していたことと、帯の生放送番組を受け持っていたことが影響していると思われる。

### テレビ番組
- 冗談画報（1987年12月9日、フジテレビ）
- 花王名人劇場 感謝を込めて10周年記念特別番組・勢揃い!漫才オールスター（1988年10月9日、関西テレビ）
- オールナイトフジ（1989年‐1991年、フジテレビ）
- やる気マンマン日曜日（1988年‐1989年、毎日放送）
- アッコのおかしな仲間（1988年‐1990年、日本テレビ）
- パラダイスGoGo!!（1989年‐1990年、フジテレビ）
- ギャグ満点（1989年‐1990年、TBS）
- 全員出席!笑うんだってば（1989年、日本テレビ）
- 鶴太郎のギャグハラスメント（1990年、フジテレビ）
- 週刊スタミナ天国（フジテレビ）
- KURA・KURA（1990年‐1991年、テレビ朝日）
- B21スペシャルの急降下爆撃（フジテレビ）
- 1or8（1991年、フジテレビ）
- B☆QTV（1991年‐1992年、フジテレビ）
- 秘密の花園（1992年、フジテレビ）
- カッ飛び!花マル塾（テレビ朝日）
- さんまのナンでもダービー（テレビ朝日）
- 水着でKISS ME（テレビ東京）
- お年玉スペシャル 笑う正月!ハッスルかましてよかですか!?（1994年1月1日、フジテレビ）
- いろもん貳（1999年、日本テレビ）
- FNS27時間テレビ めちゃ2オキてるッ! 楽しくなければテレビじゃないじゃ〜ん!!（2004年、フジテレビ） 「笑わず嫌い王決定戦」のコーナー
- 24時間テレビ38（2015年8月23日、日本テレビ）「朝まで生しゃべくり」のコーナー
- ダウンタウンなう（2015年8月28日、フジテレビ）
- ダウンタウンのガキの使いやあらへんで!!絶対に笑ってはいけない科学博士24時（2016年12月31日-2017年1月1日、日本テレビ）「捕まってはいけない科学博士」のコーナー

### ラジオ番組
- B21スペシャルのおいしいラジオ ももかぼちゃ（1989年4月～1989年9月、ニッポン放送）
- B21スペシャルの腹よじれAGOHAZUSI連盟（1989年10月～1990年3月、金曜日、ニッポン放送）
- B21スペシャルの活躍金曜日（1990年4月～1991年2月、金曜日、ニッポン放送）

### 映画
- ふざけろ!（1991年、松竹） - 主演

### CM
- コーセー「キスミーシャインエッセンス」（1989年）
- 東海漬物「きゅうりのキューちゃん」（1990年）
- ハドソン（1992年12月）
  - ドラゴンスレイヤー英雄伝説II （PCエンジン SUPER CD-ROM2用ソフト）
  - エルファリア（スーパーファミコン用ソフト）

## ディスコグラフィー

### シングル
1. B21スペシャルのお世話になりました（テイチク CARC-24 1989年11月21日発売）
  - 作詞：山上路夫　作曲：筒美京平　編曲：崎谷健次郎
  - 井上順之（井上順）の2枚目シングルのカバー。同年に斉藤由貴のシングル「夢の中へ」をヒットさせた崎谷健次郎プロデュースによるユーロビートアレンジ。[3]
  - オリコン週間チャート77位を記録している。